# Llista de peixos del llac Rukwa

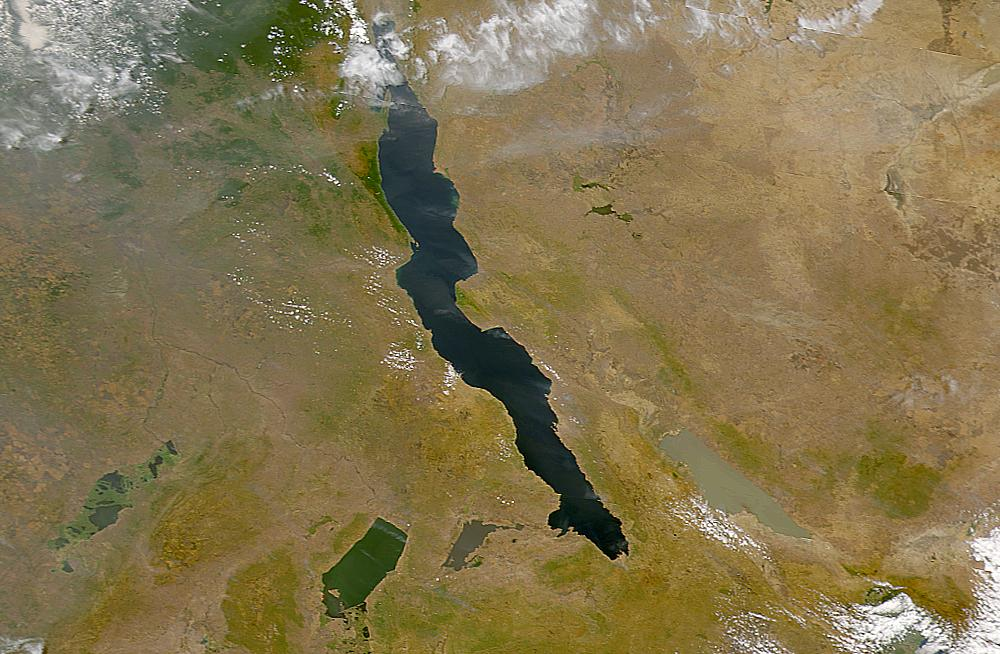
D'esquerra a dreta: els llacs Upembe, Mweru, Tanganyika (el més gran) i Rukwa vistos des de l'espai.

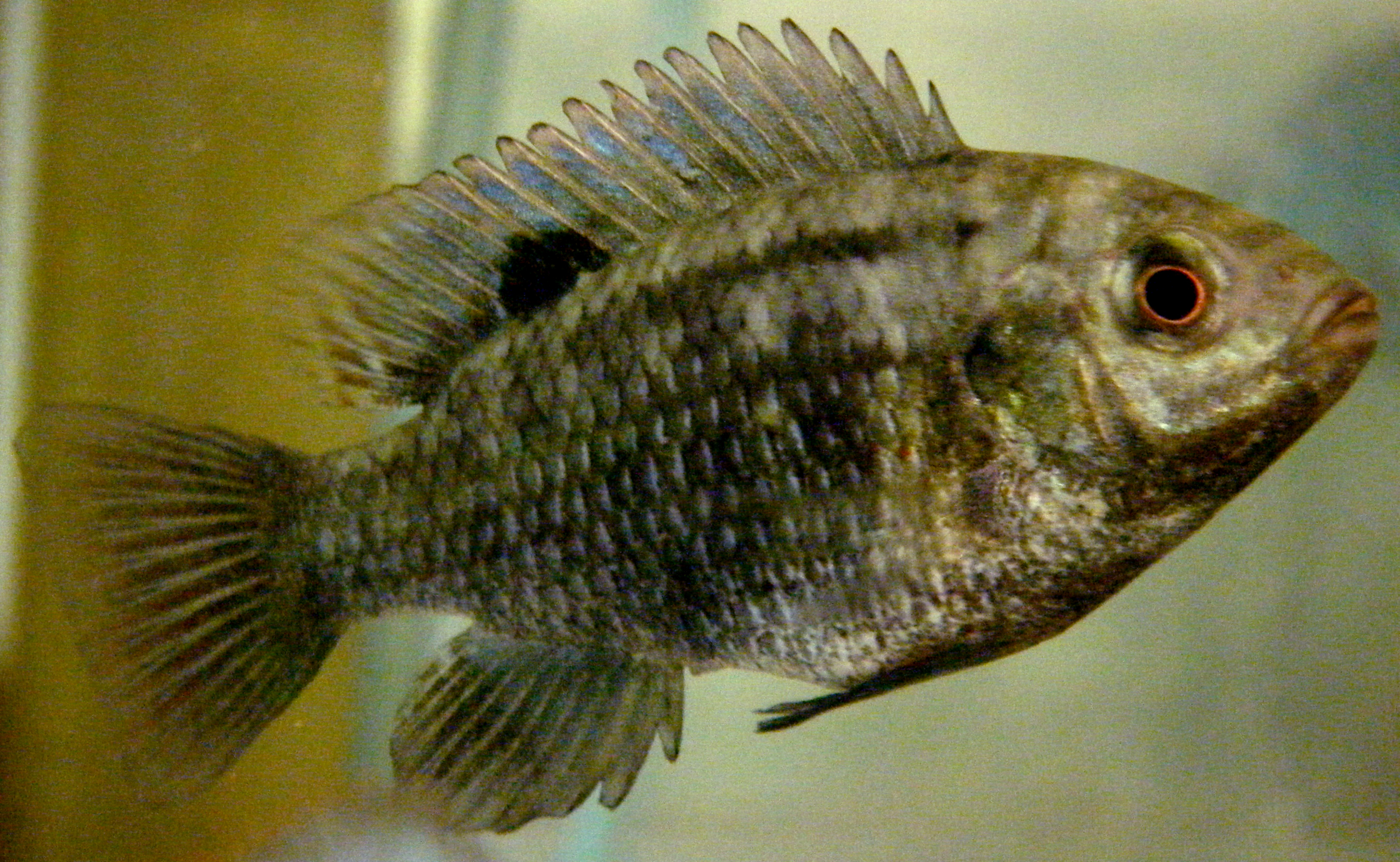
Tilapia sparrmanii

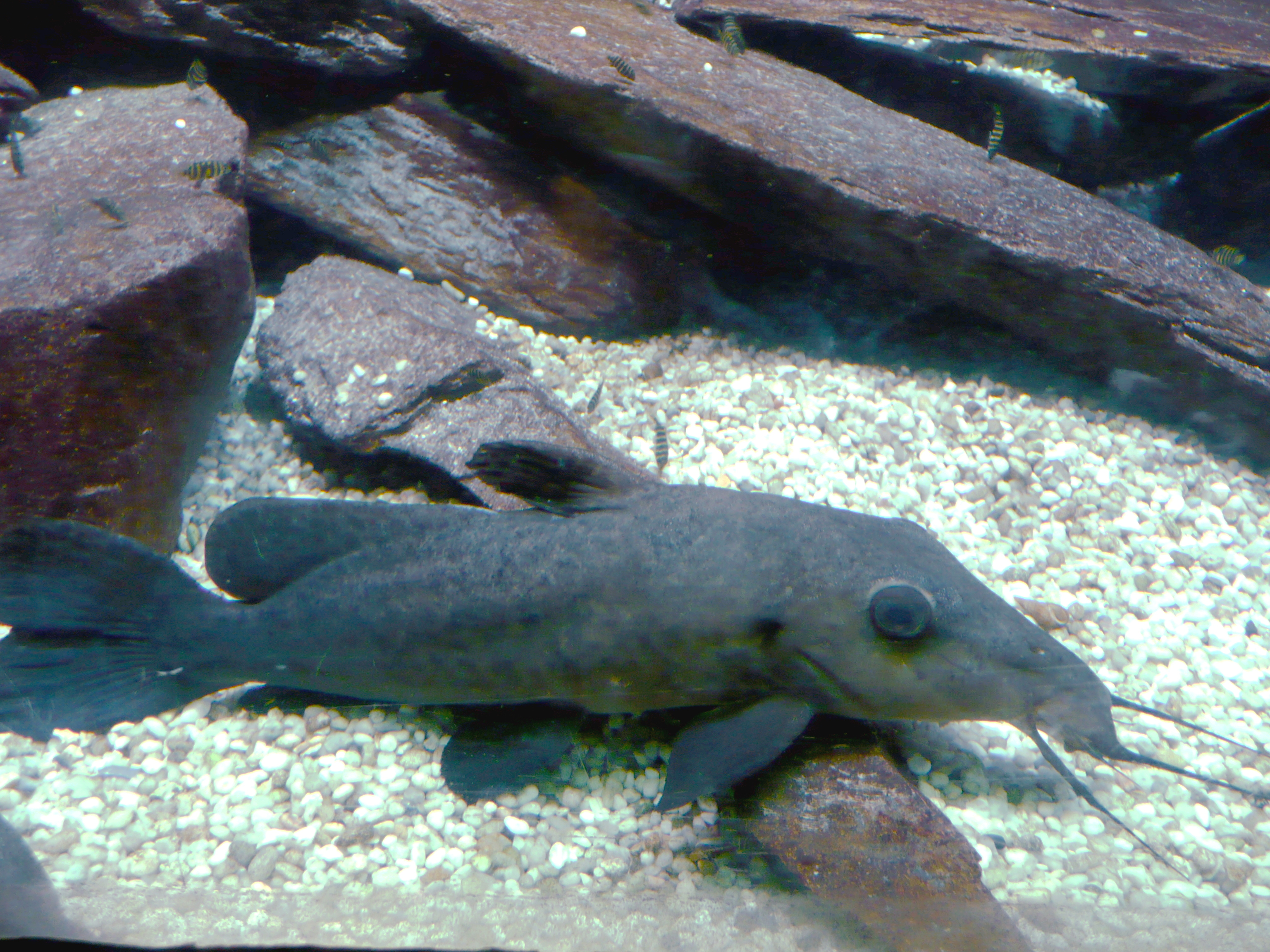
Auchenoglanis occidentalis

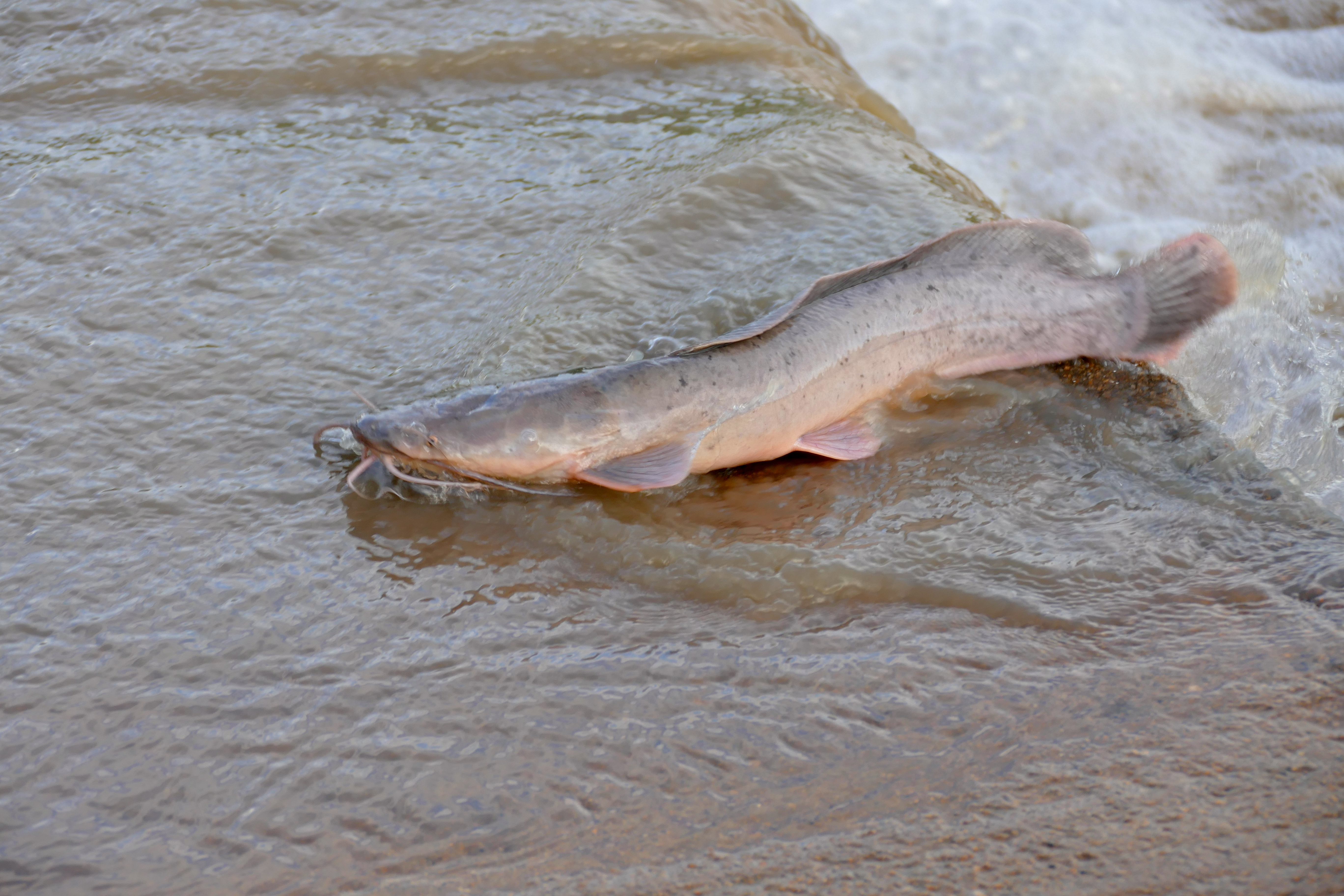
Clarias gariepinus

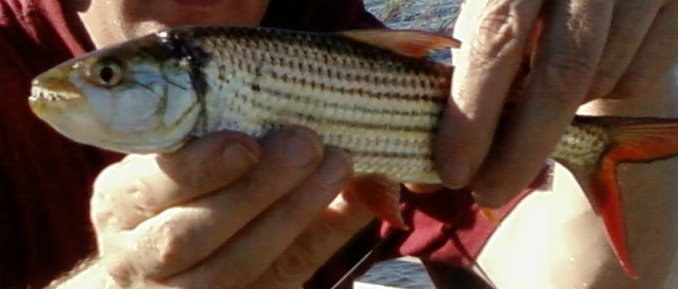
Hydrocynus vittatus

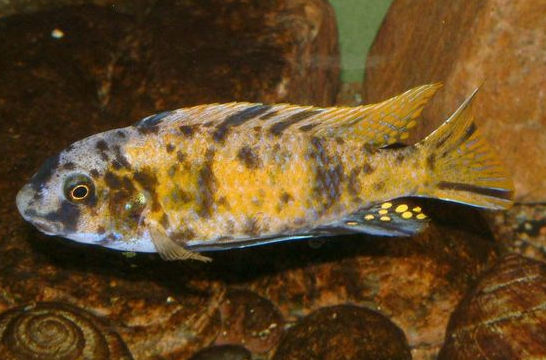
Labeotropheus fuelleborni

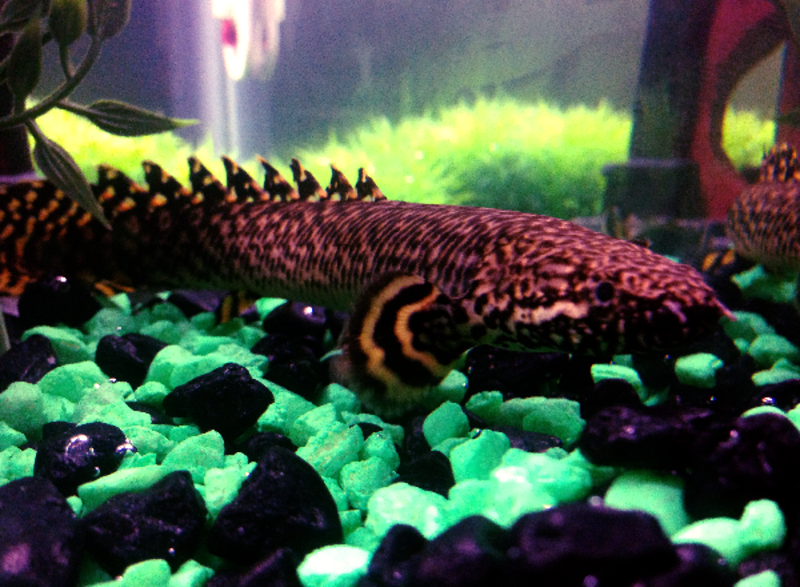
Polypterus ornatipinnis

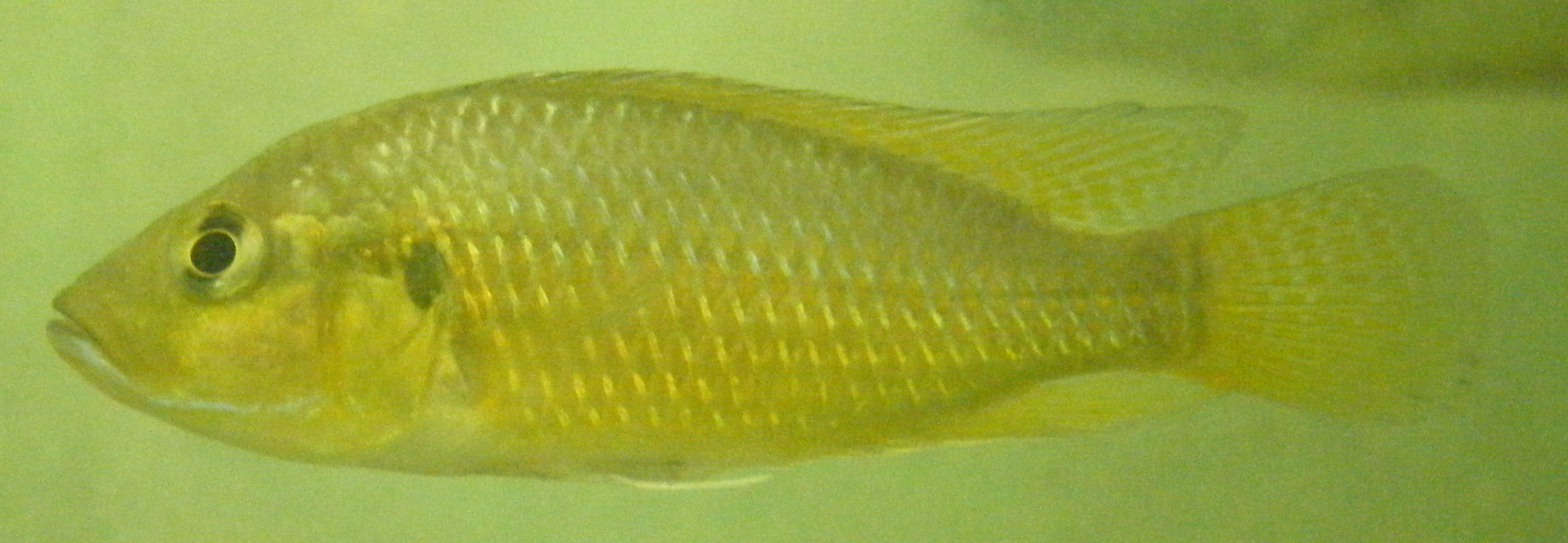
Pseudocrenilabrus philander

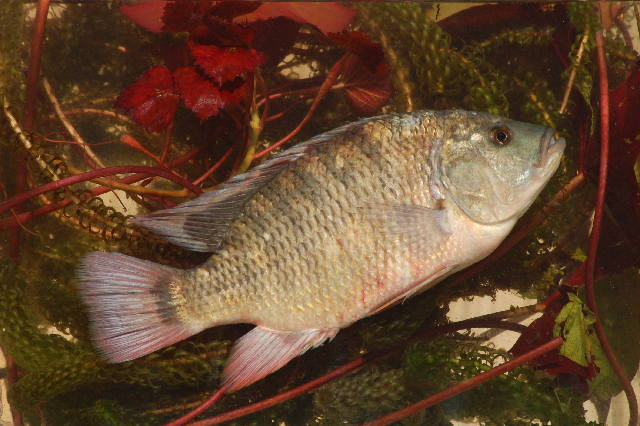
Tilapia rendalli

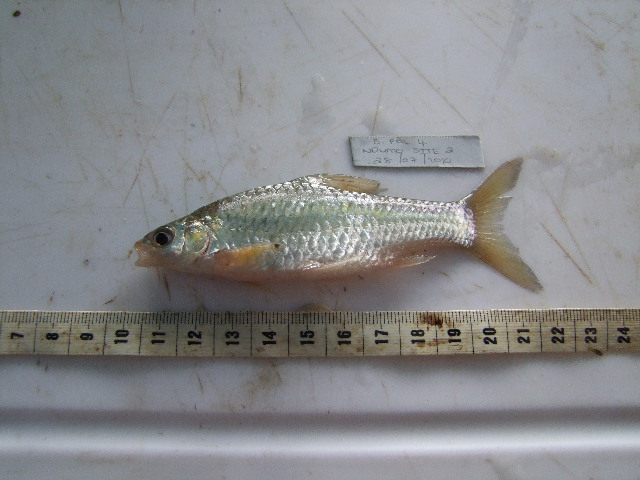
Barbus paludinosus

Aquesta llista de peixos del llac Rukwa -incompleta- inclou 56 espècies de peixos que es poden trobar al llac Rukwa ordenades per l'ordre alfabètic de llur nom científic.

## A
- Amphilius jacksonii
- Amphilius uranoscopus
- Aplocheilichthys centralis
- Aplocheilichthys fuelleborni
- Aplocheilichthys moeruensis
- Auchenoglanis occidentalis

## B
- Barbus apleurogramma
- Barbus brachygramma
- Barbus jacksoni
- Barbus lineomaculatus
- Barbus oligogrammus
- Barbus paludinosus
- Barbus pellegrini
- Barbus radiatus
- Brycinus imberi
- Brycinus sadleri

## C
- Chelaethiops rukwaensis
- Chiloglanis mbozi
- Chiloglanis rukwaensis
- Chiloglanis trilobatus
- Clarias alluaudi
- Clarias gariepinus
- Clarias liocephalus
- Cyphomyrus discorhynchus

## H
- Haplochromis fuelleborni
- Heterobranchus longifilis
- Hydrocynus vittatus

## K
- Kneria rukwaensis

## L
- Labeo cylindricus
- Labeo fuelleborni
- Labeotropheus fuelleborni
- Lacustricola matthesi

## M
- Marcusenius macrolepidotus
- Mastacembelus frenatus
- Mesobola spinifer

## N
- Nothobranchius ivanovae
- Nothobranchius kardashevi
- Nothobranchius taeniopygus

## O
- Oreochromis esculentus
- Oreochromis rukwaensis
- Oreochromis upembae

## P
- Petrocephalus catostoma
- Polypterus ornatipinnis
- Protopterus amphibius
- Pseudocrenilabrus philander

## R
- Raiamas moorii

## S
- Schilbe intermedius
- Schilbe mystus
- Synodontis afrofischeri
- Synodontis fuelleborni
- Synodontis ricardoae
- Synodontis rukwaensis
- Synodontis zambezensis

## T
- Tilapia rendalli
- Tilapia sparrmanii

## Z
- Zaireichthys rotundiceps[1]